# 規格品番
規格品番（きかくしなばん・きかくひんばん）とは、日本レコード協会が定めた規格「RIS502 レコード商品番号体系」（1989年6月制定、2005年12月改定）に基づき、CD・DVDなどの市販されているメディアに対して付けられたコードのことで、レコードナンバー等と呼ばれることもある。

## 概要
規格品番は、英数字4文字（記号）と数値1 - 5桁（シリアル番号）の組み合わせを用いる（両者をハイフンで繋ぐ場合もある。）。
例：ABCD-10001
例外1：SVWC-7001 - アニプレックスが発売する製品全般
例外2：TBK-1 - テイチクエンタテインメントが発売するDVDカラオケの一部
例外3：YZIM-15001 - インターナショナルミュージック（販売委託先はクラウン徳間ミュージック販売）が発売するCD

### 会社コード
記号4文字のうち、1・2文字目（例外1の場合は3文字目まで、例外2の場合は最初の1文字、例外3の場合は3・4文字目）は発売・販売会社の識別に用いる会社コードで、申請に基づき日本レコード協会より割当て（付与または貸与）られる。当コードは、日本レコード協会規格「RIS504別冊 各種コード一覧表」によって定義される。

### 形態分類コード
形態分類コード、すなわち記号のうち3文字目（例外1は4文字目、例外2は2文字目、例外3の場合はシリアル番号にて分類の為にコードの分類は無い）はメディアの種類を表す英字コードが入る。当コードは会社コード同様「RIS504別冊」により定義されるが、参考までに以下に概略を挙げる。
3桁目コード対応表
- A - DVD-Audio（現在は無い）
- B - DVD-Video
- C - 12cmCD
- D - DATの一部（現在は無い）、8cmCD、ダウンロードシングルまたはダウンロードアルバムの一部
- E - PLAYBUTTON
- F - CD-V（現在は無い）、VSD（現在は無い）
- G - SACD
- H - HD DVD（現在は無い）
- I - ビデオCD（現在は無い）、CD-i（現在は無い）
- J - LPレコード（実際には回転数に拘らず30cmレコード）、PSP用UMDゲームソフトの一部（現在は無い）
- K - EPレコード（実際には回転数に拘らず17cmレコード）
- L - 30cmLD（現在は無い）
- M - 20cmLD（現在は無い）
- N - CD-G（現在は無い）
- O - 未割り当て
- P - PlayStation用ゲームソフト
- Q - 未割り当て
- R - CD-ROM
- S - コンパクトカセット（シングル）
- T - コンパクトカセット（アルバム）
- U - UMDビデオ（現在は無い）、ベータビデオテープ（現在は無い）
- V - VHSビデオテープ（現在は無い）
- W - DVD music（現在は無い）、8mmビデオテープ（現在は無い）、LPレコード（回転数に関わらず30cmレコードかつタワーレコード限定販売盤のみ）
- X - Blu-ray Disc（2006年以降）、DCC（現在は無い）
- Y - MD（現在は無い）
- Z - 複合商品（12cmCD+8cmCD、一部のCD+DVD、CD+写真集など）

### ジャンルコード
記号のうち最後の1文字であるジャンルコード（例外1、3の場合はシリアル番号にて分類のためコードの分類は無い）は各企業が任意に用いることが出来るが、専らレコードレーベルやジャンルの区別をする為に使われることが多い。

### 特例
日本レコード協会非会員で会員社に販売を委託する会社については2005年12月以降、会社コードの取得が不可能となった（それ以前に取得済みの非会員社を除く）。このままでは発売元の識別に支障が生じる為、特例として以下の様な扱いを取る。
- 会社コードとして、販売を受託する会員社に「受託レーベル専用」として割当てられたコードを用いる（ただし、自社発売・販売用と同じ会社コードを用いる会員社も見られる）。つまり、複数の会社が一つの会社コードを共有する。
- 「形態分類コード」「ジャンルコード」の規定に拘らず、社外レーベル・販売委託元（発売元）の識別として記号の3 - 4桁目を用いることがある（例外3の場合が該当する。）。

## 付記
日本レコード協会非会員（インディーズレーベル、海外レーベル等）で、かつ会員社に販売を委託しない会社については、商品番号を付けるに当たり上記規格に拘束されることは無いが、同協会では当協会の商品番号体系と重複しないよう、配慮して欲しいと呼びかけている。